# Infecció pel virus Nipah
En humans, la infecció virus Nipah causa febre, miàlgia i mal de cap. Sovint els afectats presenten també encefalitis greus acompanyades de desorientació, nàusees, vòmits, somnolència, convulsions i inclús pot arribar a induir el coma. El període d'incubació varia de 4 a 20 dies aproximadament, tot i que hi ha nombroses excepcions. Poden presentar-se casos asimptomàtics que al cap de mesos o anys desenvolupen una malaltia neurològica greu. Ja que es tracta d'un Paramyxovirus, causarà també síndromes respiratòries agudes. Altres símptomes no tan comuns són insuficiència renal i septicèmia.

## Histopatologia
Després de realitzar un examen histopatològic d'alguns dels humans afectats pels virus, es va trobar vasculitis sistèmica amb àmplia trombosi i necrosi del parènquima, especialment al sistema nerviós central. Als vasos afectats també es va trobar necrosi, dany a les cèl·lules endotelials i formació de grans sincitis de cèl·lules. Gràcies a l'anàlisi amb immunohistoquímica, es va veure una àmplia distribució d'antígens del virus Nipah a les cèl·lules endotelials i musculars llises dels vasos. També es van trobar a cèl·lules parenquimàtiques, concretament a les neurones.
En la taula que està a continuació es mostren els resultats obtinguts a partir d'autòpsies de 32 casos d'infecció per virus Nipah compresos entre finals del 1998 fins a mitjans del 1999, procedents de 5 hospitals de Malàisia:
| Resultats de la Necròpsia | Cervell no. (%) | Pulmó no. (%) | Cor no. (%) | Ronyó no. (%) | Melsa no. (%) |
| ------------------------- | --------------- | ------------- | ----------- | ------------- | ------------- |
| Necrosi                   | 28/30 (93)      | 17/29 (59)    | 1/29 (3)    | 10/29 (34)    | 10/24 (42)    |
| Vasculitis                | 24/30 (80)      | 18/29 (62)    | 9/29 (31)   | 7/29 (24)     | 0/24 (0)      |
| Antígens virals           | 27/32 (84)      | 7/29 (24)     | 4/24 (17)   | 6/25 (24)     | 1/21 (5)      |

Nota: el percentatge de casos involucrats es va calcular utilitzant com a numerador el nombre de casos en els quals es va trobar un o més signes clínics. El denominador és el nombre total de casos els teixits dels quals eren adequats pel correcte estudi.
Tot i que els vasos dels pulmons, cor i ronyó estan afectats pel virus Nipah, cal remarcar que els vasos més afectats corresponen als que irriguen sistema nerviós central.

## Tractament
Actualment no existeix cap medicament antivíric aprovat en contra del virus. Un estudi realitzat l'any 2001 per Heng-Thay Chong et al. va determinar que la ribavirina administrada a uns pacients infectats pel virus Nipah provocava una disminució del 36% en la mortalitat, sense cap efecte secundari directe important. Actualment no s'utilitza cap vacuna, però el 2012 un equip d'investigadors dels Estas Units d'Amèrica van dur a terme un estudi amb una vacuna que va aconseguir protegir contra el virus de Nipah a una població de monas verdas de Saba. Aquesta vacuna va ser administrada amb un adjuvant i estava basada en la glicoproteïna G, una proteïna de superfície del virus d'Hendra (estretament relacionat amb el virus Nipah) que és capaç de produir una resposta immunitària. El 2014, el Dr. Thomas Geisbert junt amb el seu equip de la Divisió Mèdica de la Universitat de Texas van descobrir un anticòs monoclonal humà conegut com a m102.4. Aquest tractament antiviral és efectiu contra el virus Nipah i té potencial suficient perquè pugui ser usat com a tractament per als humans. En experiments recents amb aquesta teràpia, en primats no humans, es va poder veure que protegia de patir la malaltia després de l'exposició al virus Nipah. Tot i així, encara està en recerca i no s'ha aprovat per medicina humana ni animal.